# Kurt Wahle
Kurt Wahle (26 de diciembre de 1855 - 19 de junio de 1928) fue un general sajón retirado que viajó a la África Oriental Alemana en 1914 a visitar a su hijo. Estando en la colonia cuando estalló la I Guerra Mundial, se hizo voluntario para servir a las órdenes de Paul von Lettow-Vorbeck, a pesar de superarlo en rango, convirtiéndose en uno de sus comandantes del frente. Estuvo involucrado en los combates de la Campaña de África Oriental hasta octubre de 1918. Durante la campaña se le concedió la Cruz de Hierro (Primera Clase) y comandó las fuerzas alemanas en la batalla de Tabora. También fue recomendado para la Pour le Mérite por von Lettow-Vorbeck, sin embargo la recomendación no llegó a Alemania antes del fin de la guerra de tal modo que nunca se aprobó ni le fue concedida.